# Round Island (Krenitzin Islands)
Round Island ist eine kleine Insel der Krenitzin Islands, einer Untergruppe der Inselgruppe der Fox Islands in den östlichen Aleuten, Alaska. Diese Seelöwen-Insel ist etwa 160 m lang und etwa 1 km von der Südküste von Ugamak Island entfernt.